# Марійське Гондирево
Марі́йське Гонди́рево (рос. Марийское Гондырево) — присілок у складі Алнаського району Удмуртії, Росія.

## Населення
Населення — 102 особи (2010; 114 в 2002).
Національний склад станом на 2002 рік:
- марійці — 96 %

## Урбаноніми[3]
- вулиці — Центральна
- провулки — Поперечний